# Wild Boys

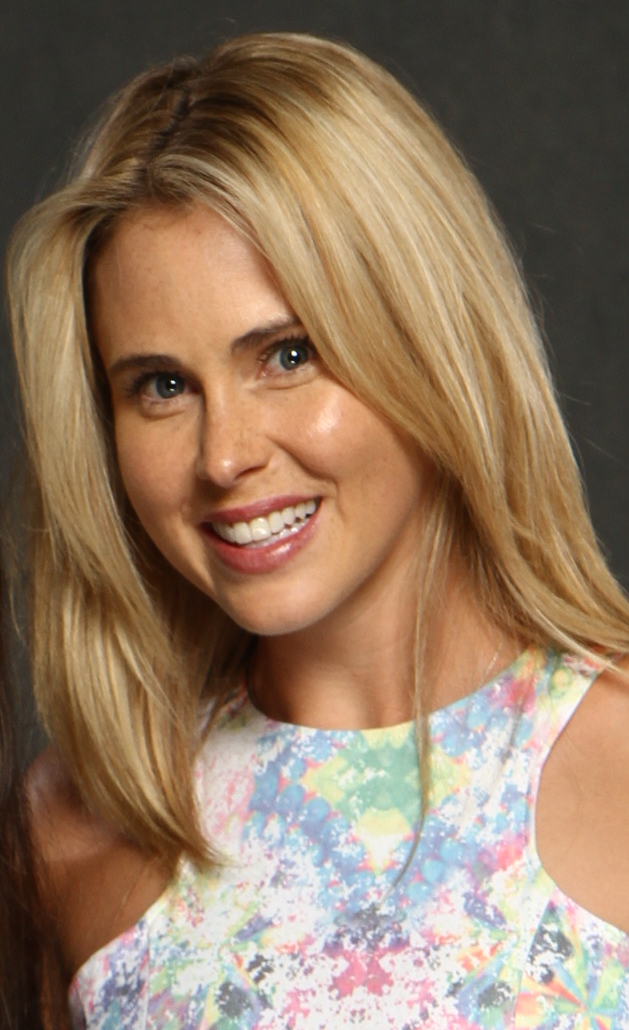
Anna Hutchison como Emilia Fife

Wild Boys es una serie dramática australiana estrenada el 4 de septiembre de 2011 por medio de la cadena Seven Network y finalizada el 20 de noviembre de 2011 debido al bajo índice de audiencia.
Centrada en la década de 1800 en el pueblo ficticio "Hopetou", la serie sigue la vida, aventuras y romances de una banda de bandidos conformada por Jack, Dan, Conrad y el Capitán Gunpowder quienes se hacen llamar los "Wild Boys".
La serie fue producida por Julie McGauran, y ha contado con la participación de actores como Simon Lyndon, Tim McCunn, Bridie Carter, Josef Ber, Aaron Jeffery, Jeremy Lindsay Taylor, Mirrah Foulkes, Laura Brent, Russell Dykstra, entre otros... 
En noviembre del 2011 se anunció que la cadena no renovaría la serie y que después de la primera temporada se cancelaría.

## Historia
La banda conocida como los Wild Boys conformada por Jack Keenan, Dan Sinclair, Conrad Fischer y el Capitán Gunpoowder buscan no solo obtener dinero para lograr algo en el futuro sino huir de la corrupción gubernamental y el poder de esa época, liderada por el meticuloso y temido oficial Francis Fuller, quien pronto se volverá el rival de la banda. 
Jack quiere obtener el oro suficiente para poder dirigirse al oeste y así poder comprar tierras, Dan quiere el oro suficiente para dirigirse al oeste y comprar todas las mujeres que pueda, mientras que el más joven Conrad quiere fugarse con Emilia Fife, la hija del alcalde y como último personaje, el capitán Gunpowder, quiere convertirse en la persona más temida y famosa.

## Reparto

### Principal
- Daniel MacPherson como Jack Keenan.
- Michael Dorman como Daniel Sinclair.
- Alexander England como Conrad Fischer.
- David Field como el capitán Gunpowder.
- Anna Hutchison como Emilia Fife.
- Zoe Ventoura como Mary Barrett.
- Nathaniel Dean como Mick Scanlon.
- Jeremy Sims como Francis Fuller.

### Recurrente
- Caroline Brazier como Catherine Bell.
- Christopher Stollery como James Fife.
- Kai Lewins como Tommy Barrett.
- Matthew Burn como Bill.
- Jamie Timony como Clarke Thomspon.
- Diarmid Heidenreich como Joey Butler.
- Tony Chu como Li Ping.
- Tony Barry como George Jenkins.
- Josh McConville como Ben Barrett.
- Krew Boylan como Ruby Rutherford.

## Episodios
La primera y única temporada estuvo conformada por trece episodios.
| #  | Director        | Guionista      | Fecha de emisión         |
| -- | --------------- | -------------- | ------------------------ |
| 1  | Jeffrey Walker  | John Ridley    | 4 de septiembre de 2011  |
| 2  | Jeffrey Walker  | John Ridley    | 11 de septiembre de 2011 |
| 3  | Ken Cameron     | James Walker   | 18 de septiembre de 2011 |
| 4  | Arnie Custo     | Dave Warner    | 25 de septiembre de 2011 |
| 5  | Ken Cameron     | Michelle Offen | 2 de octubre de 2011     |
| 6  | Arnie Custo     | John Ridley    | 9 de octubre de 2011     |
| 7  | Ian Barry       | James Walker   | 16 de octubre de 2011    |
| 8  | Ian Barry       | Sarah Smith    | 23 de octubre de 2011    |
| 9  | Shirley Barrett | Michelle Offen | 30 de octubre de 2011    |
| 10 | Shirley Barrett | John Ridley    | 6 de noviembre de 2011   |
| 11 | Mark Joffe      | Sam Meikle     | 13 de noviembre de 2011  |
| 12 | Mark Joffe      | Dave Warner    | 20 de noviembre de 2011  |
| 13 | Ian Watson      | John Ridley    | 20 de noviembre de 2011  |

## Premios y nominaciones
| Año  | Categoría         | Premio               | Nominado          | Resultado |
| ---- | ----------------- | -------------------- | ----------------- | --------- |
| 2012 | Actor más popular | Premios Silver Logie | Daniel MacPherson | Nominado  |

## Producción
La serie fue producida por Julie McGaura, Sarah Smith y John Holmes; fue filmada en Hawkesbury, Nelson y Glenworth Valley, en New South Wales Central Coast.